# Alfred W. Crosby
Alfred W. Crosby (ur. 15 stycznia 1931 w Bostonie, zm. 14 marca 2018 w Nantucket) – amerykański historyk i geograf.

## Życiorys
Doktorat zrobił w 1961 na Uniwersytecie Bostońskim. Był profesorem – a następnie emerytowanym profesorem – historii, geografii i amerykanistyki na Uniwersytecie Teksańskim w Austin. Uczył też na Uniwersytecie Stanu Waszyngton, Uniwersytecie Yale, w Alexander Turnbull Library w Nowej Zelandii, na Uniwersytecie Helsińskim.
Autor The Columbian Exchange (1972) i Imperializmu ekologicznego (Ecological Imperialism, 1986), doszukiwał się w swoich książkach biologicznych i geograficznych wyjaśnień tego, dlaczego Europejczycy („Nowoeuropejczycy”, jak to określa)  byli w stanie stosunkowo łatwo zdobyć przewagę w Australii, Ameryce Północnej i na południu Ameryki Południowej.
Uznając, że większość bogactwa dzisiejszych czasów jest zlokalizowana w Europie i „Nowych Europach”, Crosby badał, jakie historyczne przyczyny stoją za takim zróżnicowaniem.
Jared Diamond w swojej pracy Strzelby, zarazki, maszyny doszedł do podobnych konkluzji, jeśli chodzi o rolę biologii i ekologii w historii ludzkości.

## Publikacje
- Imperializm ekologiczny. Biologiczna ekspansja Europy 900–1900, Warszawa 1999, PIW, ISBN 83-06-02763-9 (Ecological Imperialism: The Biological Expansion of Europe, 900–1900. 1986)